# Njušni sustav
Njušni sustav je najprimitivniji i evolucijski najstariji osjetilni sustav, koji služi za osjet mirisa. Njušni i okusni sustavi spadaju u kemijske osjete, zato što posebne stanice pretvaraju kemijski podražaj (povezivanje molekula na receptore) u električne signale (akcijske potencijale živaca).
Njušni sustav čovjeka se sastoji od njušnog dijela nosne sluznice, njušnog živca (lat. nervus olfactorius) i njušnih područja u središnjem živčanom sustavu:
- njušni dio nosne sluznice je dio nosne sluznice u kojoj su smještene tri vrste stanica njušnog sustava: osjetne stanice (neuroni), potporne stanice i bazalne stanice. Osjetne stanice na svojim dendritima sadrže posebne proteine (receptore) koje na sebe vežu mirisne molekule. Vezanje "mirisnih" molekula na receptore osjetnih stanica, je kemijski podražaj kojeg osjetne stanice pretvaraju u električni signal. Površina njušne sluznice u sluznici nosa je različita među pojedinim vrstama (čovjek 2-5 cm2, pas 100 cm2).

- njušni živac čine aksoni osjetnih stanica (neurona) koji provode električne signale u središnji živčani sustav i završavaju na neuronima u nosnim lukovicama.

- dio njušnog sustava u središnjem živčanom sustava sastoji se od struktura: njušna lukovica (lat. bulbus olfactorius), njušni tračak (lat. tractus olfactorius), bazalno njušno polje (lat. area olfactoria basalis).